# Franco Alessio
Franco Alessio (Pavia, 30 gennaio 1925 – Pavia, 22 ottobre 1999) è stato uno storico della filosofia italiano.

## Biografia

### Formazione culturale
Franco Alessio fu allievo dell'Almo Collegio Borromeo dell'Università degli Studi di Pavia, dove si laureò, sotto la guida di Michele Federico Sciacca, discutendo una tesi sul pensiero di Piero Martinetti.
Presso lo stesso ateneo fece ritorno, dopo un'esperienza di insegnamento nei licei, come assistente di Ludovico Geymonat ed Enzo Paci. Nell'ambiente universitario di Pavia ha anche modo di frequentare Giulio Preti, una figura magistrale in grado di esercitare una profonda influenza sui suoi indirizzi di studioso.

### Carriera accademica
Nel 1967 ottenne l'insegnamento di Storia della filosofia all'Università di Cagliari. Dopo un'esperienza come docente di Storia della filosofia medievale alla Università statale di Milano, dal 1972 fu ordinario a Pavia dello stesso insegnamento, al quale affiancherà in seguito corsi sulla Storia del pensiero scientifico e Storia della filosofia moderna e contemporanea.
A Pavia ha diretto, per cinque anni, dal 1983 al 1988, la Facoltà di Lettere, della quale è stato anche preside per due mandati consecutivi, il primo dei quali iniziato nel 1976.
È stato anche commissario di vigilanza dell'insegnamento della filosofia al Liceo di Lugano.

### Campi di studio
Dopo i suoi esordi nell'ambito della filosofia contemporanea, si orientò verso lo studio della filosofia medioevale e moderna, ambiti di studio di cui divenne uno specialista. È conosciuto anche come autore, con Mario Vegetti, Fulvio Papi e Renato Fabietti, dell'opera di storia della filosofia dal titolo Filosofie e società, un diffuso manuale liceale pubblicato Zanichelli.
Tra le ultime fatiche vi fu il Dictionnaire raisonné de l'Occident médiéval, da lui curato insieme a Jacques Le Goff e Jean-Claude Schmitt, opera pubblicata a Parigi dalla storica casa editrice Fayard, nel 1999, anno della sua morte.

## Opere
- L'idealismo religioso di Piero Martinetti, Brescia, Morcelliana, 1950
- Studi sul neospiritualismo, Milano, Bocca, 1953
- "Aspetti moderni degli Averroisti del XIII secolo", in Rendiconti dell'Istituto lombardo di scienze e lettere, n. 86, 1953
- Prima edizione di Martino Di Dacia, De modis significandi, in Rivista Critica di Storia della Filosofia 1956 nn. 2 e 3-4
- Mito e scienza in Ruggero Bacone, Milano, Ceschina, 1957
- "Storia e teoria nel pensiero scientifico di Roberto Grossatesta", in Rivista Critica di Storia della Filosofia», n. 12, 1957
- "Studi e ricerche su Roberto di Lincoln", in Rivista Critica di Storia della Filosofia, n.  12, 1957
- Cura e introduzione a Carlo Cattaneo: Scritti filosofici, letterari e vari, Firenze, Sansoni, 1957
- Voce "Spiritualismo", in Enciclopedia filosofica Feltrinelli-Fischer, Milano,   Feltrinelli, 1958
- "Un secolo di studi su Ruggero Bacone", in Rivista Critica di Storia della Filosofia n. 14, 1959
- Cura di "Questioni inedite di ottica di Biagio Pelacani da Parma, Firenze, La Nuova Italia, 1961
- Studi e ricerche di filosofia medievale. Pubblicazioni della Facoltà di Filosofia e Lettere dell'Università di Pavia, Pavia, 1961
- "Per uno studio sull'ottica del Trecento", in Studi Medievali 2 (1961)
- "De Homine e A Minute of first Draught of the Optiques di Thomas Hobbes", in Rivista Critica di Storia della Filosofia, n. 7, 1962
- Prima edizione integrale di Thomas Hobbes, Tractatus opticus, in Rivista Critica di Storia della Filosofia n. 8, 1963
- Cura e introduzione a William Harvey, Opere, Torino, Paolo Boringhieri, 1963
- "Pagine su Carlo Cattaneo", in Bollettino Storico della Svizzera Italiana 1963
- "Martinettismo pavese", in Quaderni della "Biblioteca filosofica di Torino" n. 7, Giornata martinettiana. 16 novembre 1963, Torino, Edizioni di Filosofia, 1964
- "La Filosofia e le «Artes Mechanicae» nel secolo XII", in Studi Medievali 6 (1965)
- Prima edizione e introduzione a Lamberto D'Auxerre, Logica, Firenze, La Nuova Italia, 1971
- "Il pensiero dell'Occidente feudale", in Filosofie e società, Volume I, Bologna, Zanichelli, 1975[1981]
- "Filosofia e scienza. Pietro da Abano", in Storia della cultura veneta, 2, Il Trecento, Vicenza, Neri Pozza, 1976
- "Cultura, artes e istituzioni dal XII al XIII secolo", in Il contributo dei giullari alla drammaturgia italiana delle origini. Atti del II Convegno di Studio – Viterbo 17-19 giugno '77, Roma, Bulzoni, 1978
- "Simplicitas e paupertas da Ruggero Bacone a Guglielmo di Occam", in Francesco d'Assisi e il francescanesimo delle origini. Atti del Convegno – Lugano 18-20 marzo '83, in «Ricerche storiche» 1983 n.3.
- "Ruggero Bacone fra filologie e grammatiche", in Aspetti della letteratura latina nel secolo XIII. Atti del primo Convegno internazionale di studi dell'Associazione per il Medioevo e l'Umanesimo latini. Perugia 3-5 ottobre 1983, Firenze, La Nuova Italia, 1983
- "La riflessione sulle «artes mechanicae»", in Lavorare nel Medioevo, Perugia, Benucci, 1983
- "Motivi harveyani", in Aristotelismo veneto e scienza moderna, Padova, Antenore, 1983
- Introduzione a Ruggero Bacone, Laterza, Roma-Bari 1985
- Cura e introduzione a: Piero Martinetti, Spinoza, Napoli, Bibliopolis, 1987
- "La scolastica", in La storia, volume I, Torino, Utet, 1987
- "Lo scolastico: ritratto di un maestro", in Storia dell'educazione, Firenze, La Nuova Italia, 1987
- "Conservazione e modelli di sapere nel Medioevo", in La memoria del sapere, a cura di P.Rossi, Roma-Bari, Laterza, 1988
- "Città e antichità nel pensiero filosofico e religioso (XII-XIII sec.)", in Storia e storie della città, a cura di D. Romagnoli, Parma, Pratiche, 1988
- Cura e introduzione a: Piero Martinetti, Il pensiero di Africano Spir, Torino, Albert Meynier, 1990
- "Kant davanti alla tradizione filosofica", in Kant. Lezioni di aggiornamento, Bologna, Zanichelli, 1990
- "Il trascendentale: lingua e storia", in Il pensiero di Giulio Preti nella cultura filosofica del Novecento, a cura di Fabio Minazzi, Milano, FrancoAngeli, 1990
- Cura di Carlo Cantoni, Sull'Università. Saggi e discorsi dal 1874 al 1905, Milano, Cisalpino Istituto Editoriale Universitario, 1991
- "Filosofia medievale. Forme e modelli di sapere nell'Occidente medievale", in Filosofie e società, volume I. Bologna, 1992 3.ed.
- "Filosofia moderna. Forme e modelli del pensiero dal Quattrocento al Settecento", in Filosofie e società, volume II. Bologna, 1992 3.ed.
- "Il pensiero filosofico", in Manuale di letteratura italiana. Storia per generi e problemi, volume I: Dalle origini alla fine del Quattrocento, Torino, Bollati Boringhieri, 1993
- "I maestri di Parigi: Pietro Abelardo", in Storia della filosofia. 2: Il Medioevo, a cura di Paolo Rossi e Carlo Augusto Viano, Roma-Bari, Laterza, 1994
- Sentenze e compendi", in Storia della filosofia. 2: Il Medioevo, a cura di Paolo Rossi e Carlo Augusto Viano, Roma-Bari, Laterza, 1994
- "Tommaso", in Storia della filosofia. 2: Il Medioevo, a cura di Paolo Rossi – Carlo Augusto Viano, Roma-Bari, Laterza, 1994
- "L'Illuminazione e la fede", in Storia della filosofia. 2: Il Medioevo, a cura di Paolo Rossi – Carlo Augusto Viano, Roma-Bari, Laterza, 1994
- "Teologia e metafisica", in Storia della filosofia. 2: Il Medioevo, a cura di Paolo Rossi – Carlo Augusto Viano, Roma-Bari, Laterza, 1994
- (con Jacques Le Goff e Jean-Claude Schmitt), Dictionnaire raisonné de l'Occident médiéval, Parigi, Fayard, 1999 ISBN 9782213602646 ISBN 2-213-60264-6